# Megaderma australská
Megaderma australská (Macroderma gigas) je velký australský druh netopýra.
Obývá tropické pásmo severní a západní Austrálie. Žije většinou v jeskyních, jednotlivě nebo v malých skupinách. Kolonie nevytváří, často ale sdílí prostor s jinými netopýry. Megaderma australská patří k největším druhům netopýrů – délka jejího těla je asi 15 cm a v rozpětí měří přes 45 cm.
Tento druh se od jiných odlišuje především nízkým podílem hmyzu v potravě. Loví zejména malé obratlovce, savce, ptáky a žáby. Součástí jejího jídelníčku mohou být i jiné druhy netopýrů. Megadermy nemají tělo dobře uzpůsobené k manévrování za letu – chybí jim ocas, mají široká křídla a nedokonalé zakloubení paží. Proto loví podobně jako sovy: okolí nehybně pozorují z vyvýšeného místa (využívají jak zrak, tak i sluch – naslouchají zvukům okolí) a na kořist se vrhají střemhlav.
Z hlediska morfologie vyniká megaderma velkými ušními boltci a dlouhým vztyčeným výrůstkem na nose. Samice rodí vždy jedno mládě které zpočátku krmí hmyzem, zejména většími druhy; mládě s ní zůstává až do dosažení pohlavní dospělosti.
Další příbuzné druhy megadermovitých obývají Afriku a jižní Asii.